# Sân bay Voi
Sân bay Voi (ICAO: HKVO) là một sân bay ở Voi, Kenya.